# Anisotremus virginicus
Espèce
Statut de conservation UICN

 LC  : Préoccupation mineure
Le Lippu rondeau (Anisotremus virginicus) est un poisson coloré des mers chaudes du golfe du Mexique.

## Habitat
Anisotremus virginicus vit au-dessus des récifs des mers chaudes du sud de la Floride et parfois dans les Caraïbes où la température de l'eau tourne autour des 25 °C. On le trouve dans des profondeurs oscillant entre 10  et   60 pieds.

## Caractéristiques physiques
Anisotremus virginicus connait diverses métamorphoses de formes et de couleurs selon son âge. Adulte, sa taille est entre 6 et 14 pouces et sa silhouette peut être comparé à un triangle rectangle avec une "tête longue et un corps allant en se rappetissant vers la queue.
Sa couleur est argentée avec des rayures horizontales jaunes vives partant de la tête jusqu'à la queue. Toutes ses nageoires sont jaunes vives La tête est jaune avec deux rayures verticales partant du haut du dos jusqu'au ventre. Juvénile, sa taille est entre 2 et 3 pouces. Sa forme est fuselée comme celle d'un poisson rouge. Le corps est argenté avec deux rayures horizontales noires sur le flanc ainsi qu'un point noir à la queue. La tête est jaune vive et seules les nageoires dorsales et ventrales sont jaunes vives. Quand il est alevin, sa forme est fuselée, son corps est gris transparent, la tête jaune, et un point noir sur la queue.

## Comportement

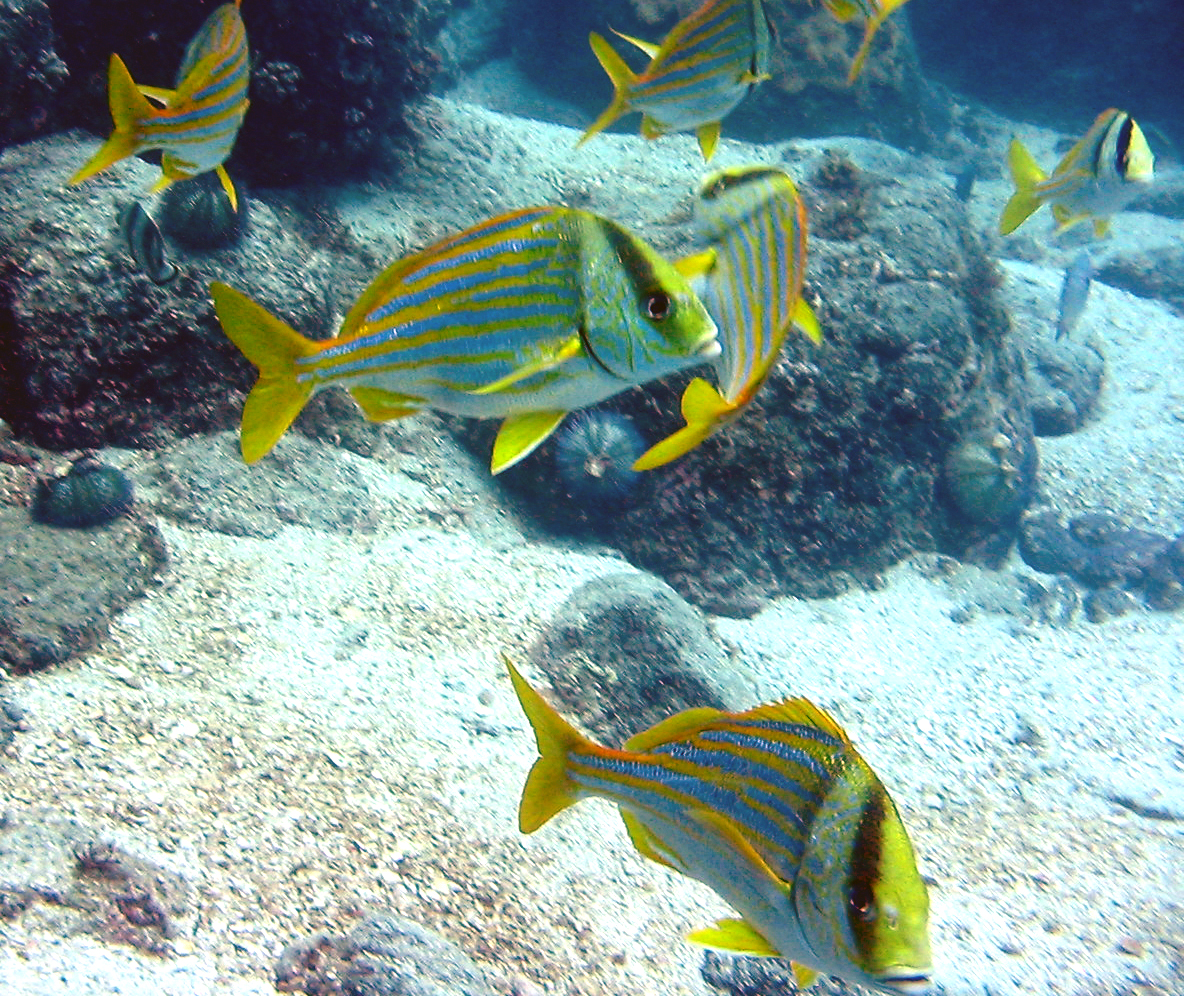
Un petit groupe d’Anisotremus virginicus

Ce poisson est habituellement solitaire, toutefois il ne dédaigne pas parfois nager en petit groupe d'individus avec d'autres congénères. Il est peu farouche et peut être observé de près.